# Masia de Barravés
La Masia de Barravés era una masia del poble d'Espills, de l'antic terme ribagorçà de Sapeira, pertanyent actualment al municipi de Tremp.
Estava situada al sud-est d'Espills, en el fons de la vall del barranc d'Espills, a la dreta del barranc, i al sud-oest de la Morrera de Pas de Savina, sota i a migdia d'una roca que pren el nom del mas: Roca de la Masia de Barravés. Actualment la masia és en ruïnes.